# Hoodothrips constrictus
Hoodothrips constrictus är en insektsart som först beskrevs av Ian A. Hood 1925.  Hoodothrips constrictus ingår i släktet Hoodothrips och familjen smaltripsar. Inga underarter finns listade i Catalogue of Life.